# Ruine Gutenfels
Die Ruine Gutenfels liegt in der Schweizer Gemeinde Bubendorf im Kanton Basel-Landschaft.

## Lage
Die Ruine der Höhenburg liegt gut sichtbar im Fluebachtal, einem Seitental der hinteren Frenke an der Strasse zwischen Bubendorf und Arboldswil. Sie befindet sich bei 480 m ü. M. auf einem freistehenden Felsen unterhalb (nördlich) der Mündung des Arxhofbaches in den Fluebach. Die Ruine kann gut erreicht werden, da in unmittelbarer Nähe eine Brücke den Fluebach überquert und ein Waldweg nördlich und östlich am Burgfelsen vorbeiführt. Sie ist in rund einer Stunde zu Fuss vom Bahnhof Bad Bubendorf zu erreichen.

## Anlage
Die Anlage der Burg Gutenfels kann grob als Dreieck bezeichnet werden. An der Nordwestseite ist die Burg durch lotrechte Wände des Felsklotzes geschützt, während auf der Ost- und Südseite natürliche Halsgräben, entstanden durch Felsbewegungen und Erosion durch den Arxhofbach, die Anlage von den benachbarten Hügelzügen abtrennen.
Der heutige Zugang im Südosten des Burgfelsens (vom Waldweg beziehungsweise Rastplatz aus) entspricht wahrscheinlich dem ursprünglichen Zugang zur Burg Gutenfels. Erklimmt man den Fussweg zur Ruine über die eingehauenen Felsstufen und am Standort des Torhauses (südlich der Stufen) vorbei, ist die zweistufige Gliederung des Burgfelsens gut zu erkennen: Die Vorburg lag auf einer künstlich ausgeebneten Felsterrasse, darüber befand sich die Kernburg auf einem Felsbuckel. Das Burgtor, das nur die Breite einer heutigen Tür hatte und kaum mit Pferden passiert werden konnte, führte auf die Terrasse der Vorburg. Unmittelbar nach dem Tor lag der Aufgang zur Kernburg, die sich auf dem oberen Plateau befand.
Die Kernburg bestand aus einem rechteckigen Wohnturm von rund 11 auf 12 Meter mit massiven, 2,5 Meter dicken Mauern. Die Fundamente dieses Wohnturms wurden zu einem guten Teil in den Fels gehauen. Der Turm, dessen Höhe wegen des relativ schlechten Mauerwerkes kaum mehr als 15 Meter betragen haben wird, war vermutlich mit einem Pultdach gedeckt, wie es  damals in dieser Gegend üblich war. Der Wohnturm war beheizt, Kacheln eines fest eingebauten Ofens wurden bei den Grabungen gefunden. Westlich an den Wohnturm angebaut war ein kleines Bauwerk, dessen Funktion wegen der fehlenden Reste nicht zu bestimmen ist. Möglicherweise handelte es sich auch um das Fundament für hölzerne Aufbauten (Stiegen).
Auf dem unteren Plateau befinden sich Mauerreste des Berings mit rund 1,20 Meter Stärke. Spuren einer Überbauung der Vorburg – immerhin bis zu 25 Meter lang und 15 Meter breit – sind vorhanden: Es wurde ein rechteckiger, gemörtelter Bodenabschnitt freigelegt, der wohl für einen Vorratsraum angelegt wurde. Bei den Ausgrabungen wurden keine Reste von Holzbauten entdeckt, allerdings wären solche auf massivem Felsboden und nach so langer Zeit (Zerstörung der Burg 1356) auch nicht zu erwarten.
Südlich des Aufstiegs und östlich des Berings der Vorburg befand sich ein Torhaus. Dieses war mit einer Mauerstärke von rund 1,30 Meter aufgeführt und hatte eine lichte Weite seines unregelmässigen Grundrisses von rund 2,5 auf 4 Meter. Innerhalb des Grundrisses wurden Scherben, Knochenreste und eine Brandschicht gefunden.
Beim Waldweg beziehungsweise Rastplatz östlich der Burganlage liegt ein relativ flacher Platz. Die Sondierungen zeigten aber, dass sich auf diesem Platz keine Ökonomiebauten befunden haben. Es muss deshalb angenommen werden, dass der Burghof irgendwo im Fluebachtal stand, eventuell an der Stelle eines heutigen Bauernhofes. Ein «Hof Gutenfels» wird zumindest in späteren Chroniken erwähnt.
Obwohl die Wasserversorgung eines der zentralen Elemente einer Festung ist, konnte keine Zisterne nachgewiesen werden. Dies wohl, weil ein kleiner Bach vom Arxhof her unmittelbar an der Anlage vorbeiführt und Wasser von dort in die Burg gebracht werden konnte. Im militärischen Notfall wurde das Dachwasser des Turms vielleicht in Holzgefässen gesammelt.
Der Burgfelsen selbst ist deutlich in zwei Schichten gegliedert. Der untere Fels ist härter und wurde vom Arxhofbach nicht wesentlich abgetragen. Der obere Fels ist weich und bröckelig. Auf halber Höhe der Gesamtanlage, zwischen diesen Schichten, führt ein begehbares Felsband an der Nordwestseite um den Fels herum. An diesem Felsband liegen drei Höhlen, die vom Bach aus dem weichen oberen Fels gespült wurden. Zwei davon wurden erkennbar erweitert; ihre Verwendung zur Zeit der Burg ist aber unklar. Von der mittleren der drei Höhlen konnte – dank einer künstlichen Erweiterung – zum sogenannten Fenster im Buckel der Kernburg gelangt werden: Dieser Durchschlupf könnte als Fluchtweg gedient haben. Angesichts der vielen Geschichten über Geheimgänge und Fluchttunnel von Burganlagen wäre dies eine der wenigen existierenden Installationen. Es werden noch heute Geschichten erzählt, dass von diesen Höhlen aus in ein grosses Gewölbe im Fels eingestiegen werden konnte. Die Existenz eines solchen Gewölbes konnte allerdings nicht nachgewiesen werden.

## Geschichte

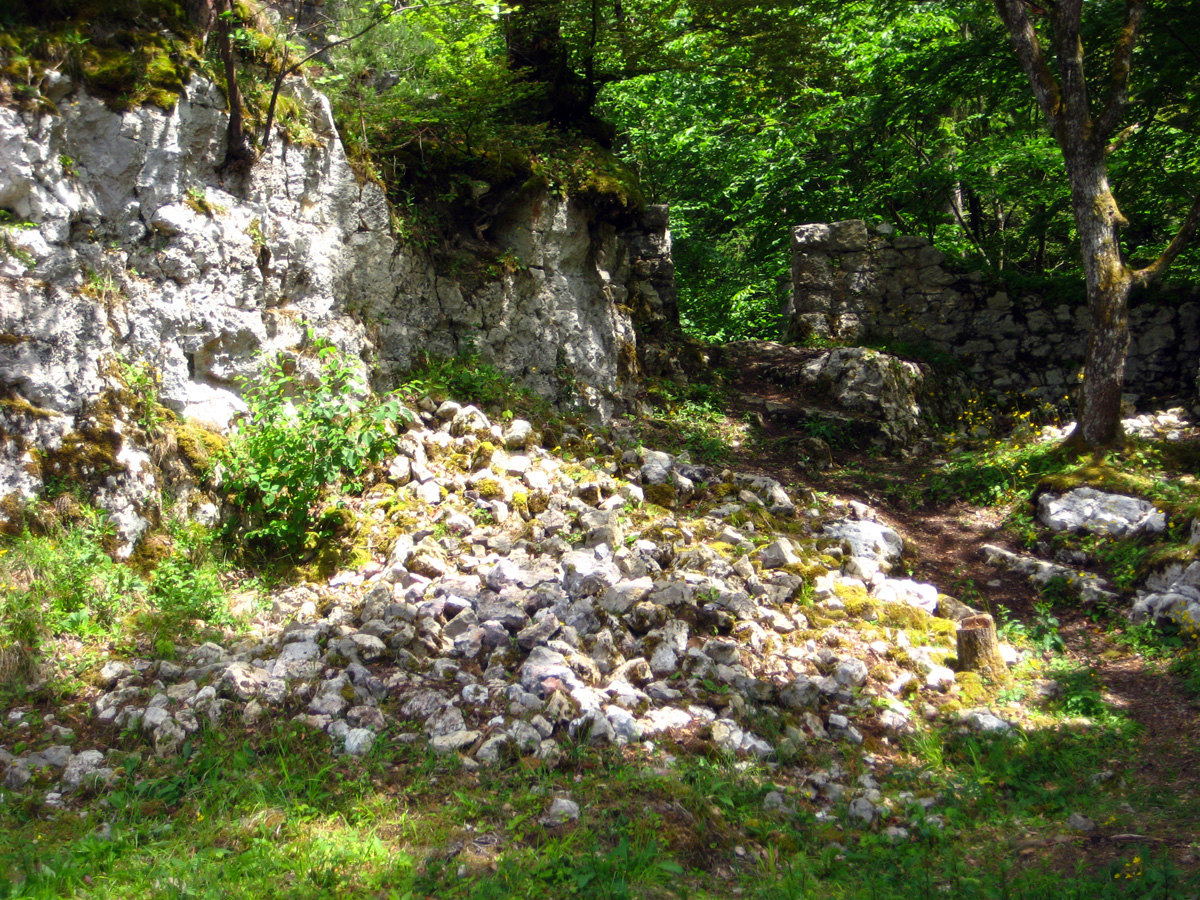
Burghof, im Vordergrund der Schutt des eingestürzten Turms

Die Gründung der Burg durch die Herren von Eptingen wird – aufgrund der Keramikfunde – auf den Zeitraum zwischen 1220 und 1250 geschätzt. Die erste urkundliche Erwähnung der Burg Guotenuelse erfolgte jedoch erst 1303, als Peter von Eptingen mit diesem Beinamen (und 1310 als Herr Peter von Gutenfels) in Rheinfelden Urkunden bezeugte. Die Eptinger hatten in dieser Zeit die Gutenfels als Lehen von den Frohburgern inne.
Nachdem Peter von Gutenfels 1325 gestorben war, wurde die Burg 1326 als erledigtes Lehen vom frohburgischen Grafen Johans (Johannes von Frohburg) eingezogen und an seinen Schwiegervater Thüring von Ramstein verpfändet. Dieser hatte – gemäss dem Fundmaterial und einer deutlichen Brandschicht – die Burg aufgegeben: Sie war beim Erdbeben von Basel völlig zerstört und nicht wieder aufgebaut worden. Das Fehlen von Schlüsseln, Torbeschlägen und ähnlichen Teilen im Fundmaterial deutet darauf hin, dass die Burg schon vorher aufgegeben worden war, da die Grabungen aber auf Sondierungen beruhten, ist dies nicht gesichert. Trotz der Zerstörung wurde sie 1392 von Hans und Ulrich von Eptingen – nun als Eigengut – gekauft. Zu einer Burg gehörten untrennbar Güter und Rechte, die trotz der zerstörten Burganlage einen wirtschaftlichen Vorteil versprachen.
1411 wurde die Burgruine (und die zugehörigen Güter und Rechte) von den Eptingern an die Stadt Basel verkauft, die in der Talenge einen Zoll einrichtete (gemeint ist damit wahrscheinlich das Reigoldswilertal und nicht das Fluebachtal, in welchem kaum Verkehr herrschte).
Eine private, unprofessionelle und undokumentierte Ausgrabung wurde 1936 von Hans Martin zusammen mit einem Helfer durchgeführt: Immerhin wurden die erkannten Fundstücke 1938 dem Kantonsmuseum Basel-Landschaft übergeben. Im Mai 1961 sondierte Karl Heid die Burg und grub sie teilweise aus. 1962 legte er dann den gesamten Grundriss der Anlage frei (auch Teile, die Hans Martin glücklicherweise übersehen hatte) und versuchte eine Rekonstruktion und Datierung. 1966 bis 1969 folgte eine Nachgrabung, die keine wesentlich neuen Befunde brachte, aber zahlreiche Details klären konnte. Fundobjekte aus diesen Grabungen waren zahlreiche Keramikscherben, Ofenkacheln, Reliefkacheln, wenige Metallobjekte wie Hufeisen, Nägel sowie ein Gertel, daneben aber auch ein Stück einer Gürtelverzierung aus Kupfer sowie eine fein gearbeitete, vergoldete Gürtelschliesse aus Kupfer in Herzform mit zwei Pferdeköpfen und weiter bearbeitete Architekturteile aus Sandstein (Tür- oder Fensterrahmen). Diese Funde zeigen, dass die Burg Gutenfels zwar klein war, ihre Bewohner für damalige Verhältnisse aber einen durchaus gehobenen Standard genossen.
Seit 2010 wird die Ruine in Absprache mit der Bürgergemeinde Bubendorf und dem Amt für Archäologie des Kantons Basel-Landschaft durch Private gepflegt, um ihre Überwucherung zu verhindern und sie als Anlage zu erhalten.